# 논산천
논산천(論山川)은 금강의 제1지류며 상류가 전북특별자치도 완주군 운주면 고당리 왕사봉 동쪽 계곡에서 발원하며 전북특별자치도 구간에서는 장선천(지방하천)이라고 한다.(조선시대에는 용계(龍溪)라 불렸다) 장선천은 괴목동천(옥계玉溪)과 안심천이 합류된다.
충청남도 논산시 양촌면으로 넘어오면서 논산천이 되며 오산천, 양촌천, 임촌천, 장성천, 웅천이 합류되며 탑정호에 이른다. 탑정저수지에서 국가하천으로 바뀌며, 명암리천이 합류된다. 탑정저수지는 충청남도에서 두 번째로 규모가 큰 저수지다. 논산시 부적면 탑정리에서 서쪽으로 흐르며 논산시 도심을 감싸고 강경을 향해 하천이 흐르며 왕암천, 노성천, 중교천, 방축천이 합류되고 호남선이 이 방향을 따라 평행하며 이어진다. 강경읍에서 강경천이 합류되고 바로 금강과 합류한다.

## 지류
- 국가하천 지류
  - 노성천-충남 공주시 계룡면 계룡산 갑사계곡에서 발원하며, 계룡저수지까지는 하대천이라 한다.
    - 국가하천 구간 : 논산시 논산천 합류점에서 부적면 연산천 합류점까지 약 5km 구간
    - 지방하천 구간 : 부적면 연산천 합류점에서 발원지까지 약 23km 구간 (하대천 포함)

  - 강경천-전북 익산시 여산면 용화산에서 발원
    - 국가하천 구간 : 논산시 강경읍 논산천 합류점에서 익산시 망성면 미산천 합류점까지 약 6.5km
    - 지방하천 구간 : 익산시 망성면 미산천 합류점에서 발원지까지 약 20km
- 지방하천 지류
  - 안심천-완주군 운주면 완창리 대둔산에서 발원. 장선천에 합류.
  - 괴목동천-금산군 남이면 건천리 선야봉, 백암산에서 발원. 장선천에 합류.
  - 오산천-양촌면 오산리 대둔산 월성봉에서 발원. 채광리에서 논산천에 합류.
  - 양촌천-양촌면 임화리 장재봉에서 발원. 양촌리에서 논산천에 합류.
  - 입촌천-양촌면 반암리에서 발원. 인천리에서 논산천에 합류.
  - 장성천-양촌면 중산리 작봉산, 까치봉에서 발원. 석서리에서 논산천에 합류.
  - 웅천-양촌면 산직리 덕목재에서 발원. 신흥리에서 논산천에 합류.
  - 왕암천-가야곡면 삼전리 옥녀봉에서 발원,종연리에서 논산천에 합류.
  - 방축천-연무읍 동산리에서 발원. 시묘천합류. 채운면 화산리에서 논산천에 합류.